# Wereldkampioenschappen wielrennen 2016 – Wegwedstrijd mannen junioren
De 42e editie van de wegwedstrijd voor mannen junioren op de wereldkampioenschappen wielrennen werd gehouden op 14 oktober 2016. De deelnemers moesten een parcours van 135,3 kilometer in en rond Doha afleggen. De Deen Jakob Egholm volgde Felix Gall op als winnaar.

## Uitslag
| Plaats | Naam                 | Tijd     |
| ------ | -------------------- | -------- |
| Goud   | Jakob Egholm         | 3u11'09" |
| Zilver | Niklas Märkl         | + 7"     |
| Brons  | Reto Müller          | z.t.     |
| 4      | Luca Mozzato         | z.t.     |
| 5      | Žiga Horvat          | z.t.     |
| 6      | Žiga Jerman          | z.t.     |
| 7      | Ide Schelling        | z.t.     |
| 8      | Jaka Primožič        | z.t.     |
| 9      | Sedrik Engebø Ullebø | z.t.     |
| 10     | Harry Sweeny         | z.t.     |
| 11     | Adrián Bustamante    | z.t.     |
| 12     | Jacob Eriksson       | z.t.     |
| 13     | Brent Van Moer       | z.t.     |
| 14     | Alexys Brunel        | z.t.     |
| 15     | Andreas Kron         | z.t.     |
| 16     | Brandon McNulty      | z.t.     |
| 17     | Nicolas Debeaumarché | z.t.     |
| 18     | Julius Johansen      | + 14"    |
| 19     | Marc Hirschi         | z.t.     |
| 20     | Ilja Gorboesjin      | + 1'39"  |